# 保安警察及びSD司令官
保安警察及びSD司令官（Befehlshaber der Sicherheitspolizei und des SD、略称BdS）は、第二次世界大戦中に国家保安本部がヨーロッパ各地に設置したナチス・ドイツ占領地の保安警察とSDの司令官。彼らの下にさらに保安警察及びSD指揮官（Kommandeure der Sicherheitspolizei und des SD 略称KdS） が置かれた。国家保安本部長官からのみ指揮を受けた。占領政策を円滑にする目的で置かれたが、その背景には親衛隊全国指導者ハインリヒ・ヒムラーと国家保安本部長官ラインハルト・ハイドリヒの権力争いもあり、ヒムラーがドイツ支配地各地に配置していた親衛隊及び警察指導者が国家保安本部の地方保安警察・SDへの指揮権を奪わぬようにけん制する意図もあったと考えられる。

## BdSとKdS一覧
- クラクフ・ポーランド総督府領BdS
  - ブルーノ・シュトレッケンバッハ親衛隊少将(1939年11月1日 – 1941年1月14日)
  - カール・エバーハルト・シェーンガルト親衛隊上級大佐(1941年1月14日 – 1943年1月9日)
  - ヴァルター・ビーアカンプ（ドイツ語版）親衛隊上級大佐(1943年7月 – 1945年2月)
    - ワルシャワKdS
      - ロタール・ボイテル（ドイツ語版）親衛隊上級大佐(1939年9月13日 - 1939年10月23日)
      - ヴァルター・ハマー（ドイツ語版）親衛隊中佐 (1939年秋)

    - ルブリンKdS
      - アルフレート・ハッセルベルク（ドイツ語版）親衛隊少佐(1939年10月23日 - 1939年12月)
      - ヴァルター・フッペンコーテン親衛隊少佐(1940年1月 - 1941年6月)

    - ラドムKdS
      - フリッツ・リプハルト（ドイツ語版）親衛隊大尉
      - ヴィルヘルム・ブルーム (Wilhelm Bluhm)親衛隊少佐(1940年11月8日 - 1941年2月28日)

    - クラクフKdS
      - ブルーノ・ミュラー（ドイツ語版）親衛隊中佐(1939年11月‐1939年12月)
      - ヴァルター・フッペンコーテン親衛隊少佐(1939年12月 - 1940年1月)
      - ルートヴィヒ・ハーン（ドイツ語版）親衛隊大佐(1940年1月 - 1940年8月14日)
      - ルドルフ・バッツ親衛隊少佐(1943年)

    - リッツマンシュタットKdS 
      - オットー・ブラートフィッシュ（ドイツ語版）親衛隊中佐(1943年夏 - 1944年12月)

- ウクライナBdS
  - ヴァルター・シュターレッカー親衛隊少将(1941年11月8日 – 1942年3月22日)
  - ヴァルター・ポーツェルト（ドイツ語版）(1942年3月22日 – 1942年4月18日)
  - ハインツ・ヨスト親衛隊少将(1942年3月29日 – 1942年9月8日)
  - エーリヒ・エーアリンガー親衛隊大佐(1942年9月7日 – 1943年8月)
  - フンベルト・アハマー・ピフラーダー（ドイツ語版）親衛隊上級大佐(1942年9月26日 – 1943年9月18日)
  - フリードリヒ・パンツィンガー親衛隊上級大佐(1943年9月18日 – 1944年5月20日)
  - ヴィルヘルム・フックス（ドイツ語版）親衛隊上級大佐 (1944年5月20日 – 1944年10月)
  - アルベルト・ライペルト(Albert Reipert)親衛隊少佐 ( ? )

- 中央ロシア・ミンスクBdS
  - エーリヒ・エーアリンガー親衛隊大佐 (1943年9月 – 1944年春)

- セルビア・ベオグラードBdS
  - ヴィルヘルム・フックス（ドイツ語版）親衛隊上級大佐(1941年後期 – 1942年1月)
  - エマヌエル・シェーファー親衛隊大佐(1942年1月6日 – 1944年12月)

- イタリアBdS
  - ヴィルヘルム・ハルスター（ドイツ語版）親衛隊中将(1943年9月4日 - 1945年5月8日)

- トリエステBdS
  - エマヌエル・シェーファー親衛隊大佐 (1945年)

- オランダBdS
  - ハンス・ノッケマン（ドイツ語版） 親衛隊少将(1940年5月 – 1940年7月)
  - ヴィルヘルム・ハルスター（ドイツ語版）親衛隊中将(1940年7月15日 - 1943年8月29日)
  - エーリヒ・ナウマン親衛隊中将(1943年9月 - 1944年7月)
  - カール・エバーハルト・シェーンガルト親衛隊上級大佐 (1944年9月)

- フランス・パリBdS
  - ヘルムート・クノッヘン親衛隊大佐(1940年5月 – 1944年9月)
  - フリードリヒ・ズール親衛隊中佐(1944年11月から)

- メッツBdS
  - ヴィリー・ヴォルター（ドイツ語版）親衛隊大尉(1940年)

- シュトラースブルクBdS
  - グスタフ・アドルフ・シェール親衛隊大将(1940年8月 – 1941年1月)
  - ハンス・フィッシャー（ドイツ語版）親衛隊上級大佐（(1941年11月 – 1943年12月)
  - エーリヒ・イッセルホルスト（ドイツ語版）親衛隊大佐(1944年1月 – 1944年12月10日)

- ノルウェーBdS
  - ヴァルター・シュターレッカー親衛隊少将(1940年5月 – 1940年秋)
  - ハインリヒ・フェーリス（ドイツ語版）親衛隊大佐(1940年秋 – 敗戦まで)
    - オスロKdS
      - ハインリヒ・フェーリス（ドイツ語版）親衛隊大佐(1940年秋 – 敗戦)

    - スタヴァンゲルKdS
      - カール＝ハインツ・シュトースベルク(Karl-Heinz Stoßberg)親衛隊少佐(1940年4月 - 1940年11月)
      - ハインリヒ・イェネセン(Heinrich Jennessen)親衛隊中佐(1940年11月 - 1941年9月)
      - フリードリヒ・ヴィルケンス(Friedrich Wilkens)親衛隊中佐(1941年9月 - 1945年4月)
      - フランツ・ホート（ドイツ語版）親衛隊少佐(1945年4月 - 1945年5月)

    - ベルゲンKdS
      - ゲルハルト・フレッシュ（ドイツ語版）親衛隊中佐(1940年4月 -1941年10月)
      - ハンス・ヴィルヘルム・ブロンベルク（ドイツ語版）親衛隊中佐 (1941年10月 – 1944年4月)
      - エルンスト・ヴァイマン(Ernst Weimann)親衛隊中将(1944年6月 - Mai 1945年5月)

    - トロンハイムKdS
      - インゴ・アイヒマン（ドイツ語版）親衛隊少佐(1940年4月 - 1940年9月)
      - ヘルマン・リング(Hermann Ling)親衛隊少佐(1940年9月 - 1941年10月)
      - ゲルハルト・フレッシュ（ドイツ語版）親衛隊中佐(1941年10月 - 1945年5月)

    - トロムソKdS (1944年からナルヴィク)
      - ハンス・ヴィルヘルム・ブロンベルク（ドイツ語版）親衛隊中佐(1940年5月 - 1941年10月)
      - ハインリヒ・イェネセン(Heinrich Jennessen)親衛隊中佐(1941年10月 - 1942年9月)
      - クルト・シュターゲ（ドイツ語版）親衛隊少佐(1942年10月 - 1944年5月27日)
      - オスヴァルト・ポッヘ（ドイツ語版）親衛隊中佐(1944年5月 -1944年11月)

- ベーメン・メーレン保護領BdS 
  - ヴァルター・シュターレッカー親衛隊少将(1939年6月から)

- プラハBdS
  - ホルスト・ベーメ親衛隊大佐 (1942年)
  - エルヴィン・ヴァインマン（ドイツ語版）親衛隊上級大佐 (1942年8月から)

- デンマークBdS
  - ルドルフ・ミルトナー（ドイツ語版）親衛隊大佐(1943年9月から)
  - オットー・ボーフェンジーペン（ドイツ語版）親衛隊大佐(1944年1月から)

- ギリシャ・アテネBdS
  - ヴァルター・ブルーメ親衛隊大佐(1943年8月 – 1944年終わり)

- ポツダムKdS
  - オットー・ブラートフィッシュ（ドイツ語版）親衛隊中佐(1945年1月から)

- カッセルKdS
  - フランツ・マルモン（ドイツ語版）親衛隊少佐 (1945年3月)

- ズデーテンラントKdS
  - ベルンハルト・バーツ（ドイツ語版）親衛隊中佐(1944年11月から)

- ルーアンKdS
  - ブルーノ・ミュラー（ドイツ語版）親衛隊中佐(1944年5月 – 1944年11月)

- シャロン＝シュル＝マルヌKdS
  - カール・リューデッケ（ドイツ語版）親衛隊少佐(1943年7月24日 – 1944年)

- ベルギー・ヴァロニエンKdS
  - エドゥアルト・シュトラウフ親衛隊中佐(1944年5月31日 – 1944年10月)

- エストニアKdS
  - マルティン・ザントベルガー親衛隊大佐(1941年12月3日 – 1943年11月)
  - ベルンハルト・バーツ（ドイツ語版）親衛隊中佐(1943年11月 – 1944年10月)

- リトアニアKdS
  - ハンス・ヨアヒム・ベーメ（ドイツ語版）親衛隊大佐

- 白ロシアKdS
  - エドゥアルト・シュトラウフ親衛隊中佐(1941年12月3日から)
  - エーリヒ・イッセルホルスト（ドイツ語版）親衛隊大佐(1943年7月 – 1943年10月)
  - ハインリヒ・ゼーツェン親衛隊中佐(1944年4月‐1944年8月)

- ヴォルヒュニエンKdS
  - ブルーノ・ミュラー（ドイツ語版）親衛隊中佐(1943年10月 – 1944年3月)

- キエフKdS
  - エーリヒ・エーアリンガー親衛隊大佐(1941年12月 – 1943年9月)